# Nouyarn Island
Nouyarn Island – niezamieszkana wyspa w Zatoce Frobishera, w Archipelagu Arktycznym, w regionie Qikiqtaaluk, na terytorium Nunavut, w Kanadzie. W pobliżu Nouyarn Island położone są wyspy: Gabriel Island, McLean Island i Chase Island.